# Beilschmiedia inconspicua
Beilschmiedia inconspicua är en lagerväxtart som beskrevs av Kostermans. Beilschmiedia inconspicua ingår i släktet Beilschmiedia och familjen lagerväxter. Inga underarter finns listade i Catalogue of Life.